# 八王子インターチェンジ

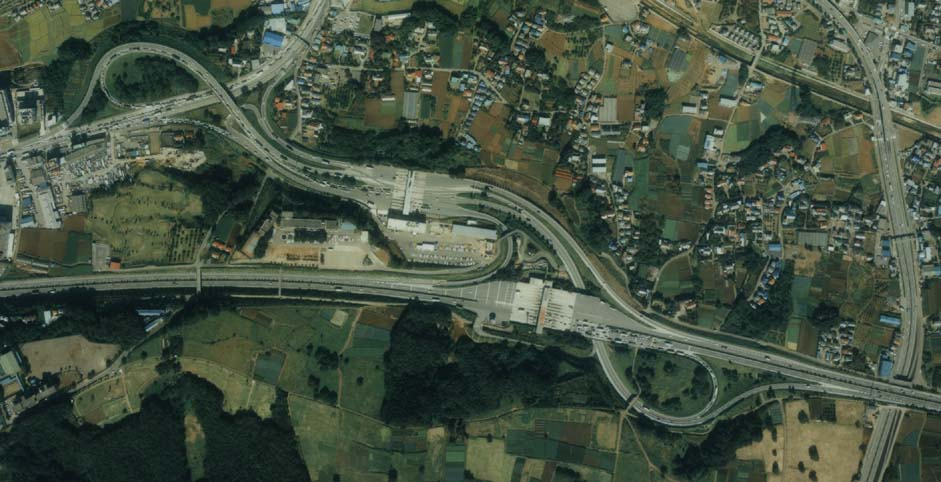
1989年（平成元年）度撮影の航空写真。

八王子インターチェンジ（はちおうじインターチェンジ）は、東京都八王子市にある中央自動車道のインターチェンジ (IC)。当ICから高井戸方面は大都市近郊区間に指定されている。

## 構造
下り線のみ国道16号八王子バイパス横浜方面専用の第1出口（東側の出口）がある。上下線入口と上り線出口、下り線第2出口が国道16号本線と接続しており、事実上西側の出入口が主ICとなっている。
当ICから高井戸ICの間は、非ETC車は均一料金（各IC入口で徴収）であるため、上下線ともIC西側に本線料金所の八王子本線料金所がある。下り線甲府・小牧方面は、入口料金所兼用。
下り線（大月・河口湖・甲府方面）
- 高井戸方面→大月方面
  - 本線料金所で通行券を受け取る。
- 八王子入口→大月方面
  - 本線と合流して本線料金所で通行券を受け取る。（ETC車はフリーフローアンテナによる入口アンテナが上り線料金所の先に設置されているためこちらで入口判定を行う）
- 高井戸方面→八王子出口
  - そのまま出る。（ETC車はフリーフローアンテナによる出口アンテナが下り線出口料金所建屋付近に設置されているためこちらで出口判定を行う）

上り線（高井戸・新宿方面）
- 大月方面→高井戸方面
  - 当ICまでの料金と均一料金を本線料金所で同時に徴収する。
- 大月方面→八王子出口
  - 当ICまでの料金を出口料金所で徴収する。
- 八王子入口→高井戸方面
  - 均一料金のみ入口料金所で徴収する。通行券の発行はない。

均一料金区間終端であり、なおかつ小牧方面への入口は、本線に合流してすぐの八王子本線料金所がその役割を兼ねているため、高井戸方面からの出口および小牧方面の入口に料金精算機などは設けられていないが、ETC車は前述のとおりフリーフローアンテナによる出入口判定を行っている。

## 道路
- E20 中央自動車道（5番、5-1番、5-2番）

## 料金所
- ブース数：10

### 上り線出口
- ブース数：5
  - ETC専用：2
  - 一般：2
  - 閉鎖中：1

### 中央道均一区間
入口
- ブース数：5
  - ETC専用：2
  - ETC・一般：2
  - 一般：1

## 接続する道路

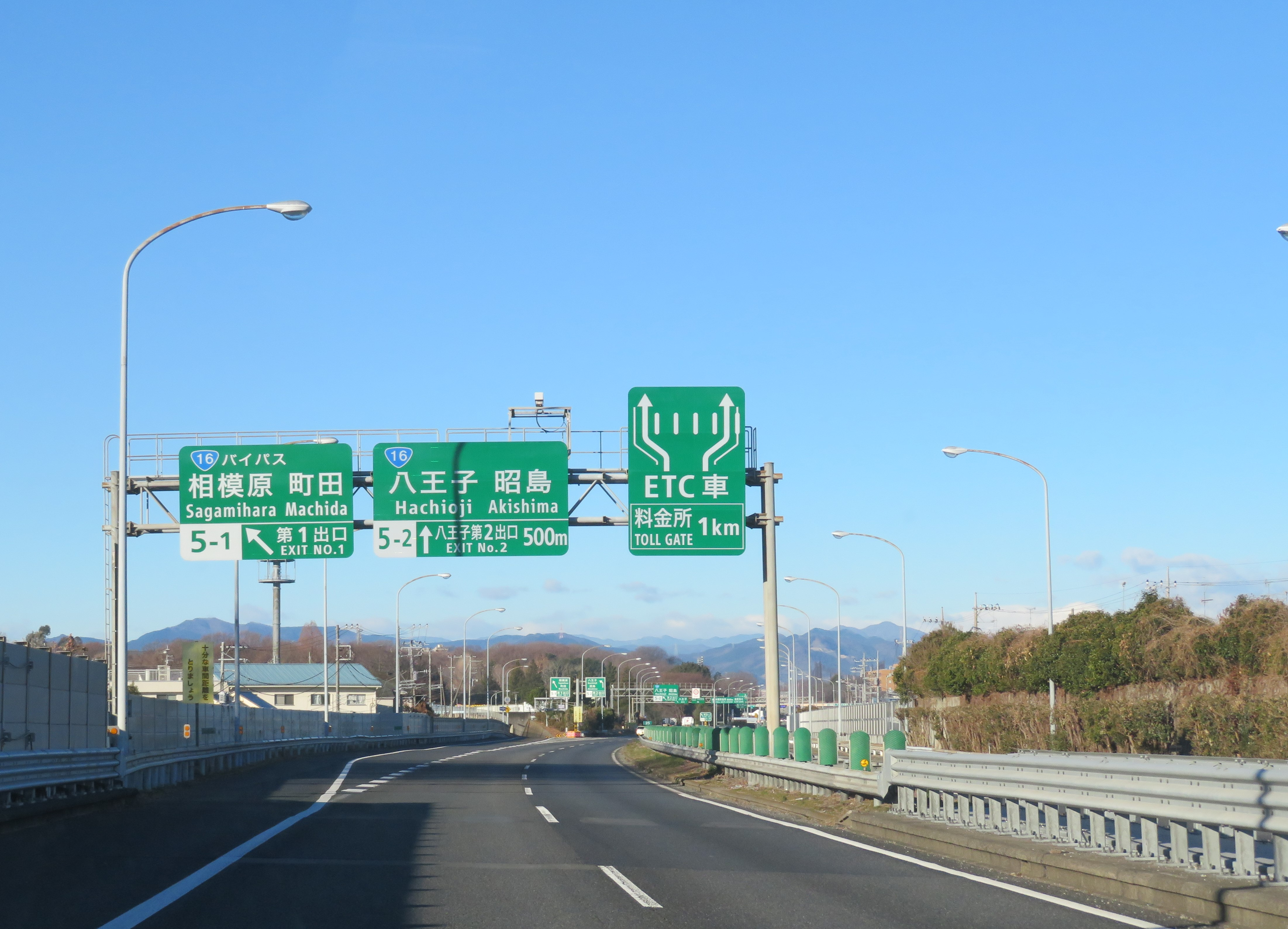
下り線第1出口

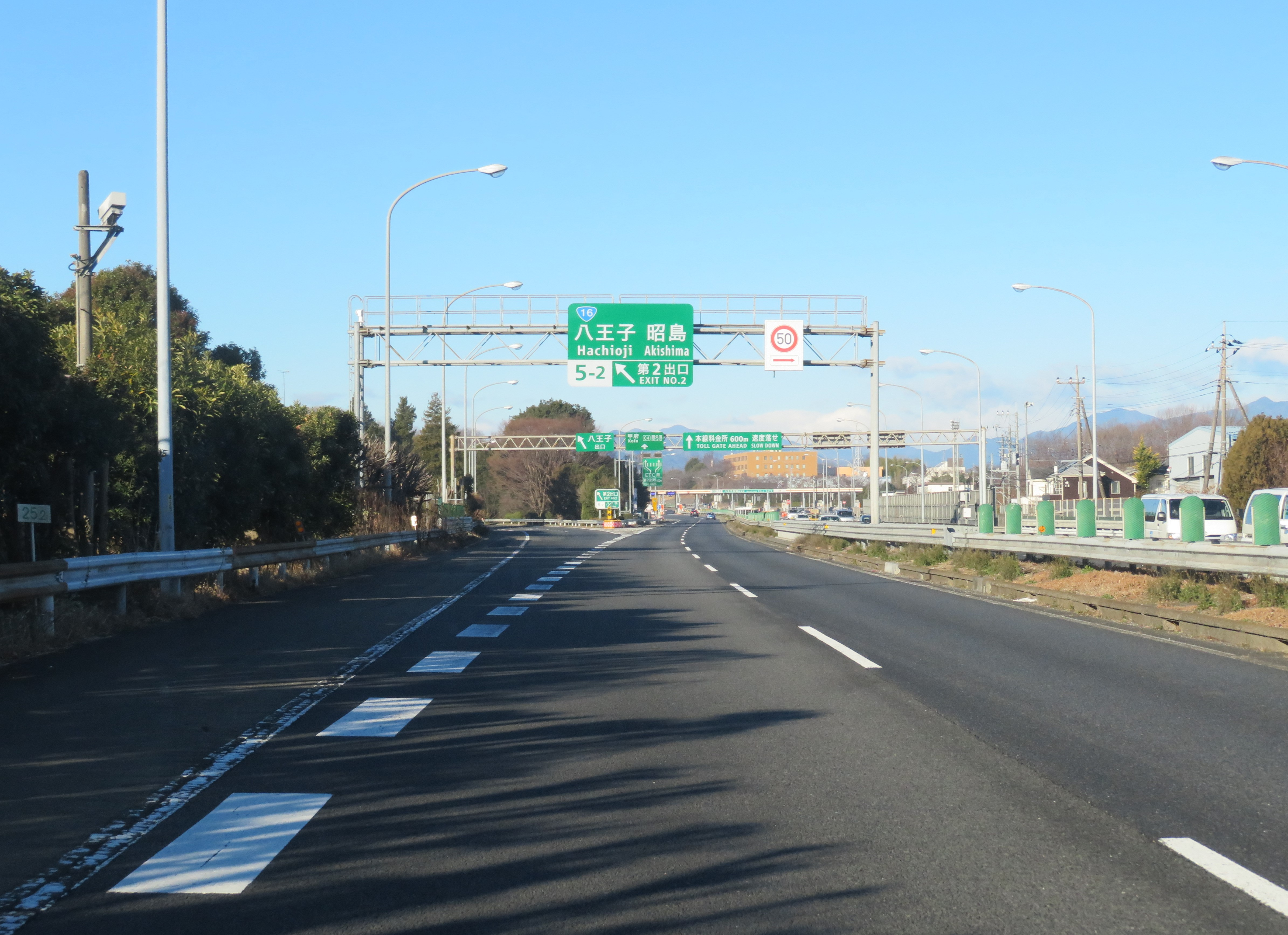
下り線第2出口

### 下り線第1出口
- 直接接続
  - 国道16号八王子バイパス（相模原・横浜・横須賀・厚木方面）
下り線第1出口は八王子バイパス（南行き）と直結している。なお、下り線第1出口から昭島方面（北行き）へは出られない。

### 下り線第2出口、上り線出口、上下線入口
- 直接接続
  - 国道16号（東京環状）
国道16号現道に接続。インターより北東方、現道16号と八王子バイパスとの交点である左入町・昭島方面から八王子市街地の間は拡幅され片側2車線になっている。
- 間接接続
  - 国道411号
  - 東京都道169号淵上日野線（新滝山街道]）
国道16号（東京環状）経由。

## 歴史
- 1967年（昭和42年）12月15日：調布IC - 八王子ICの開通に伴い供用開始。
- 1968年（昭和43年）12月20日：下り線相模湖方面が開通。
- 1979年（昭和54年）8月1日：高井戸IC - 八王子ICの均一料金制の導入に伴い、本線料金所を開設。
- 1991年（平成3年）3月31日：下り線第1出口開通。従来の出口が第2出口となる。
- 1996年（平成8年）3月28日：国道16号外回り（八王子市街方面）からの入口ランプに、上り線新宿方面専用レーンが開通。

## アクセス地域
由木地区を除いた八王子市、昭島市、町田市北西部などの最寄りICである。以前は国道411号を経由して圏央道あきる野ICへは30分程度であったが、新滝山街道の開通で10分程度と大幅に短縮された。

### 周辺
- 八王子駅・京王八王子駅
- 八王子市役所
- 東京サマーランド
- 道の駅八王子滝山
- 杏林大学八王子キャンパス
- 創価大学
- 多摩川
- 八王子市立宇津木台小学校
- 八王子市立石川中学校

## 隣
E20 中央自動車道
(4) 国立府中IC - 石川PA - (5, 5-1, 5-2) 八王子IC/TB - 元八王子BS - 元八王子IC（事業中）- (6) 八王子JCT - (7) 相模湖東出口（下り線出口のみ）- (8) 相模湖IC